# Werner Arnold (Bergbauingenieur)
Werner Arnold (* 1. Juni 1920 in Nerchau; † 11. April 2000 in Freiberg) war ein deutscher Bergbauingenieur und Hochschullehrer.

## Leben

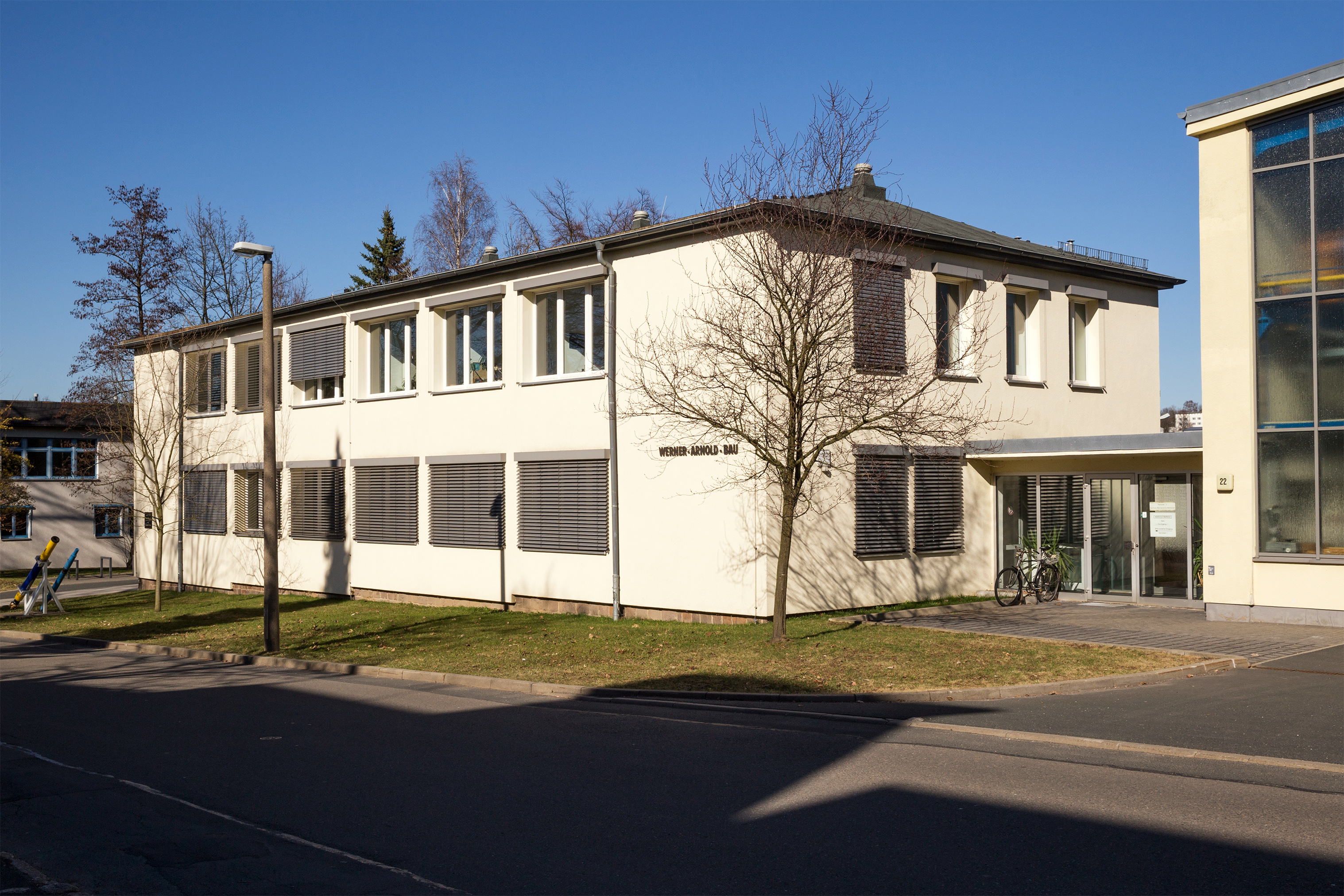
Werner-Arnold-Bau

Arnold legte 1939 das Abitur ab, leistete seinen Reichsarbeitsdienst und diente ab 1940 im Zweiten Weltkrieg. Er studierte ein Semester lang Bergbau an der Bergakademie Freiberg und arbeitete nach Kriegsende als Bergmann in Böhlen und Zwickau. 1946 setzte er sein Studium fort, 1950 erwarb er das Diplom. Er arbeitete danach als Steiger im VEB Schachtbau Nordhausen und trat in die National-Demokratische Partei Deutschlands ein. Ab Juli 1951 war er als Sachbearbeiter im VEB Schachtbau, Verfestigungen und Abdichtungen Leipzig tätig. 1953 wurde er Produktionsleiter im VEB Schachtbau Nordhausen, 1961 wurde er Technischer Direktor.
Am 17. März 1953 promovierte Werner Arnold an der Bergakademie Freiberg zum Dr.-Ing. Im Dezember 1961 ging er an die Bergakademie zurück, wo er Professor für Bergbaukunde und Tiefbohrtechnik wurde. Ab März 1962 leitete er diese Fachrichtung und das Institut für Tiefbohrtechnik und Erdölgewinnung. Ab 1963 wirkte er als Dekan der Fakultät für Bergbau. Nach der Dritten Hochschulreform wurde Werner Arnold 1969 Dekan der Fakultät für Technische Wissenschaften, und seine Professur wurde in eine ordentliche Professur für Tiefbohrtechnik, Erdgas- und Erdölgewinnung umgewidmet. Am 1. September 1985 wurde er emeritiert.
Werner Arnold verstarb am 11. April 2000 in Freiberg. Sein Grab befindet sich auf dem Donatsfriedhof. Im Juni 2000 wurde an der TU Bergakademie Freiberg aus Anlass seines 80. Geburtstages ein Ehrenkolloquium für ihn veranstaltet. Am 28. November 2003 erhielt das Gebäude des Instituts für Bohrtechnik und Fluidbergbau der TU Bergakademie Freiberg den Namen „Werner-Arnold-Bau“.

## Ehrungen
- Nationalpreis der DDR III. Klasse für Wissenschaft und Technik (1961)
- Verdienter Bergmann der Deutschen Demokratischen Republik (1965)
- Ehrennadel der Bergakademie Freiberg (1966 und 1985)
- Vaterländischer Verdienstorden in Bronze (1973)
- Verdienstmedaille der Ständigen Kommission Kohle im RGW (1977)
- Medaille für Verdienste in der Kohleindustrie in Silber (1980)
- Humboldt-Medaille in Gold (1984)
- Ehrensenator der Bergakademie Freiberg (1985)
- Ehrendoktor der Universität Miskolc (1985)[1]

## Veröffentlichungen (Auswahl)
- Untersuchungen über das Verhalten der Detonationsgeschwindigkeit beim Schießen in verschiedenen Gesteinen. Dissertation, 1953
- Neueste Probleme der Bohrtechnik. Deutscher Verlag für Grundstoffindustrie Leipzig, 1964
- Eroberung der Tiefe. Deutscher Verlag für Grundstoffindustrie Leipzig, 1973
- Flachbohrtechnik. Deutscher Verlag für Grundstoffindustrie Leipzig, 1993
- Von 1963 bis 1968 gab er die Zeitschrift Beiträge zur Bohrtechnik heraus.